# Twist Around the Clock
Twist Around the Clock est un film musical américain réalisé par Oscar Rudolph et sorti en 1961. Il s'agit d'un remake du film Rock Around the Clock produit par Sam Katzman et écrit par Robert E. Kent. Comme ce dernier, qui a été suivi par Do not Knock the Rock, Twist Around the Clock  a connu une suite intitulée Do not Knock the Twist.

## Synopsis
Un homme d'affaires visite une ville de province et découvre une nouvelle danse de folie, le twist ; il voudrait en faire une mode à l'échelle nationale.

## Fiche technique
- Réalisation : Oscar Rudolph
- Scénario : James B. Gordon
- Producteur : Sam Katzman
- Directeur de la photographie : Gordon Avil
- Montage : Jerome Thoms
- Direction artistique : George Van Marter
- Décors : Morris Hoffman
- Supervision musicale : Fred Karger
- Chorégraphie : Earl Barton
- Durée : 83 minutes
- Couleurs : noir et blanc
- Format : 35 mm - 1.85
- Date de sortie :
  -  États-Unis : 30 décembre 1961

## Distribution
- Chubby Checker
- Dion : chansons The Wanderer et Runaround Sue
- Vicki Spencer
- The Marcels (Fred Johnson, Gene Bricker, Ronald Mundy, Richard Knauss, Allen Johnson)
- Cornelius Harp
- Clay Cole
- John Cronin : Mitch Mason
- Mary Mitchell : Tina Louden
- Maura McGiveney : Debbie Marshall
- Tol Avery : Joe Marshall
- Alvy Moore : Dizzy Bellew
- Lenny Kent : Georgie Clark
- Tom Middleton : Jimmy Cook
- Jeff Parker : Larry Louden
- John Bryant : Harry Davis